# Пузовичи (Дятловский район)
Пузови́чи (бел. Пузавічы) — деревня в Дворецком сельсовете Дятловского района Гродненской области Беларуси. По переписи населения 2009 года в Пузовичах проживало 7 человек. Площадь сельского населённого пункта составляет 21,76 га, протяжённость границ — 2,31 км.

## География
Пузовичи расположены в 22 км к юго-востоку от Дятлово, 172 км от Гродно, 12 км от железнодорожной станции Выгода.

## История
Согласно переписи населения 1897 года Пузовичи — деревня в Роготненской волости Слонимского уезда Гродненской губернии (18 домов, 105 жителей). В 1905 году численность населения деревни составила 109 жителей.
В 1921—1939 годах Пузовичи находились в составе межвоенной Польской Республики. В 1923 году в Пузовичах имелось 21 хозяйство, проживало 110 человек. В сентябре 1939 года Пузовичи вошли в состав БССР.
В 1996 году Пузовичи входили в состав Роготновского сельсовета и совхоза «Роготно». В деревне насчитывалось 17 хозяйств, проживало 28 человек.
28 августа 2013 года деревня была передана из упразднённого Роготновского в Дворецкий сельсовет.